# مدراء فظيعون 2
مدراء فظيعون 2 (بالإنجليزية: Horrible Bosses 2)‏ هو فيلم كوميدي امريكي صدر في سنة 2014، من إخراج شون أندرس ومن بطولة جيسن بيتمان وتشارلي داي وجاسون سوديكس وجينيفر أنيستون وجيمي فوكس وكريس باين وكيفين سبيسي وكريستوف والتز. الفيلم هو تكملة لفلم سابق (مدراء فظيعون) الذي صدر عام 2011 صدر عن وارنر برذرز في 26 نوفمبر 2014 تلقى مراجعات مختلطة وحقق إجمالي 107 مليون دولار في جميع أنحاء العالم.

## القصة
تم إصدار أول مقطع دعائي في 30 أيلول 2014.
في 27 سبتمبر 2013 ، تم الإعلان عن إطلاق الفيلم في 26 نوفمبر 2014.